# Kolędowo
Kolędowo — концертный альбом польской музыкальной группы Zakopower, выпущенный 26 ноября 2013 года звукозаписывающей компанией Kayax (дистрибьютор — Parlophone Music Poland — до 2013 года; Warner Music Poland — с 2014 года). Издан на двух дисках — CD и DVD. Включает аудио и видеозаписи с концерта в Косьцелиско. В польском чарте наивысшей позицией альбома стало 4 место. По итогам продаж в Польше Kolędowo получил золотую сертификацию.
Концерт был записан в 2011 году. Впервые он был выпущен ограниченным тиражом 20 декабря этого же года (только на CD) как приложение к изданию Gazeta Wyborcza.
В 2016 году вышла специальная редакция концертного альбома Kolędowo (также только на CD), дополненная тремя песнями.

## Об альбоме
Исполнение рождественских песен — это во многом особенное сценическое представление, так как случается всего лишь раз в год. Поэтому для рождественского концерта мы выбрали особенное место — село Косьцелиско, которое связано как с появлением нашей группы, так и с давней традицией празднования Рождества, самой яркой, живой и многогранной в Подгалье.   
Альбом Kolędowo содержит концертные версии самых известных польских рождественских песен (коляд) в исполнении группы Zakopower. Концерт, на котором прозвучали эти песни, состоялся в селении Косьцелиско, расположенном близ города Закопане. Местом выступления стал костёл Святого королевича Казимира. Концерт был организован польской телекомпанией TVN24, постановку и съёмку осуществил режиссёр Мачей Старчевский. Все песни аранжированы музыкантами Zakopower в своей, присущей группе, стилистике, дополнены вокальными мелодиями и инструментальными фрагментами, в числе которых гитарные соло, партии саксофонов и прочее. Своеобразием отличается помимо прочего ритм-секция концерта, которая иногда напоминает стиль регги или самбу. Бонусом концерта стали три гуральских пасторали в исполнении струнного квартета группы Zakopower и традиционные гуральские пожелания на Рождество — «Zycénià». Коллектив Zakopower, и без того имеющий широкий спектр музыкальных инструментов, был дополнен духовой секцией, женской вокальной группой и перкуссионистом. На сцене к группе присоединились Матеуш Поспешальский (саксофоны, кларнет, флейта, санца), его сын Марек Поспешальский (саксофоны, бас-кларнет), Антоний Граляк (труба, тенор-саксофон), брат солиста группы Ян Карпель-Булецка (скрипка, вокал), Томас Санчес (перкуссия), Богуслава Кудасик, Катажина Стасяк и Александра Табишевская (вокал).
Специальное издание Kolędowo, выпущенное в 4 ноября 2016 года, дополнительно к основному изданию содержит рождественскую песню Анджея Зарыцкого «Kto nas woła», исполненную струнным квартетом группы, песню «Będzie Kolęda» группы Skaldowie, сыгранную как дань уважения коллективу, который задолго до появления Zakopower использовал в своём творчестве гуральские народные мелодии, и песню «Lulejże mi, lulej» Эвы Бем из фильма Miś. Перед выпуском расширенной версии Kolędowo был издан сингл «Kto nas woła», который занял 46 позицию в хит-параде радиостанции Polskie Radio Program III.
Для продвижения сингла на музыкальном рынке на песню «Kto nas woła» был снят видеоклип режиссёром Михалом Браумом.

## Список композиций
Альбом Kolędowo был издан в трёх версиях. В промо-версии, изданной только на CD, альбом содержит 10 треков. В оригинальной версии к тем же 10 трекам на CD добавлены 4 бонус-трека, кроме того, оригинальное издание включает видеозапись с 15 песнями на DVD. В специальную редакцию альбома включено 13 основных треков и 4 бонус-трека только на CD:
| №   | Название                      | Текст песни                      | Музыка               | Длительность |
| --- | ----------------------------- | -------------------------------- | -------------------- | ------------ |
| 1.  | «Gdy się Chrystus rodzi»      | народные                         | народная             | 4:07         |
| 2.  | «Lulajże Jezuniu»             | народные                         | народная             | 5:39         |
| 3.  | «Mędrcy świata Monarchowie»   | Стефан Борткевич                 | Зигмунт Одельгевич   | 3:47         |
| 4.  | «Przybieżeli do Betlejem»     | народные                         | народная             | 4:37         |
| 5.  | «Przystąpmy do szopy»         | народные                         | народная             | 4:25         |
| 6.  | «Paśli pasterze woły»         | народные                         | народная             | 4:13         |
| 7.  | «Cicha noc»                   | Пётр Машиньский (польский текст) | Франц Ксавьер Грубер | 4:54         |
| 8.  | «Tryumfy Króla Niebieskiego»  | народные                         | народная             | 4:42         |
| 9.  | «Pójdźmy wszyscy do stajenki» | народные                         | народная             | 4:19         |
| 10. | «Z narodzenia Pana»           | народные                         | народная             | 5:25         |

| №   | Название                      | Текст песни                      | Музыка               | Длительность |
| --- | ----------------------------- | -------------------------------- | -------------------- | ------------ |
| 1.  | «Gdy się Chrystus rodzi»      | народные                         | народная             | 4:07         |
| 2.  | «Lulajże Jezuniu»             | народные                         | народная             | 5:39         |
| 3.  | «Mędrcy świata»               | Стефан Борткевич                 | Зигмунт Одельгевич   | 3:47         |
| 4.  | «Przybieżeli do Betlejem»     | народные                         | народная             | 4:37         |
| 5.  | «Przystąpmy do szopy»         | народные                         | народная             | 4:25         |
| 6.  | «Paśli pasterze woły»         | народные                         | народная             | 4:13         |
| 7.  | «Cicha noc»                   | Пётр Машиньский (польский текст) | Франц Ксавьер Грубер | 4:54         |
| 8.  | «Tryumfy»                     | народные                         | народная             | 4:42         |
| 9.  | «Pójdźmy wszyscy do stajenki» | народные                         | народная             | 4:19         |
| 10. | «Z narodzenia Pana»           | народные                         | народная             | 5:25         |

| №   | Название                | Текст песни | Музыка   | Длительность |
| --- | ----------------------- | ----------- | -------- | ------------ |
| 11. | «Zycénià»               | народные    | народная | 1:19         |
| 12. | «Ej malućki»            | народные    | народная | 4:50         |
| 13. | «Przy hornéj dolinié»   | народные    | народная | 1:59         |
| 14. | «Ej, a wcora z wiecora» | народные    | народная | 2:59         |

| №   | Название                      | Текст песни                      | Музыка               | Длительность |
| --- | ----------------------------- | -------------------------------- | -------------------- | ------------ |
| 1.  | «Lu li la»                    | Бартоломей Кудасик               | Матеуш Поспешальский |              |
| 2.  | «To juz pora na Wilijom»      | народные                         | народная             |              |
| 3.  | «Cicha noc»                   | Пётр Машиньский (польский текст) | Франц Ксавьер Грубер |              |
| 4.  | «Gdy się Chrystus rodzi»      | народные                         | народная             |              |
| 5.  | «Pójdźmy wszyscy do stajenki» | народные                         | народная             |              |
| 6.  | «Zéń owiécki zéń»             | народные                         | народная             |              |
| 7.  | «Z narodzenia Pana»           | народные                         | народная             |              |
| 8.  | «Ej malućki»                  | народные                         | народная             |              |
| 9.  | «Paśli pasterze woły»         | народные                         | народная             |              |
| 10. | «Przybieżeli do Betlejem»     | народные                         | народная             |              |
| 11. | «Lulajże Jezuniu»             | народные                         | народная             |              |
| 12. | «Przystąpmy do szopy»         | народные                         | народная             |              |
| 13. | «Mędrcy świata»               | Стефан Борткевич                 | Зигмунт Одельгевич   |              |
| 14. | «Ej, a wcora z wiecora»       | народные                         | народная             |              |
| 15. | «Tryumfy»                     | народные                         | народная             |              |

| №   | Название                      | Текст песни                      | Музыка               | Длительность |
| --- | ----------------------------- | -------------------------------- | -------------------- | ------------ |
| 1.  | «Gdy się Chrystus rodzi»      | народные                         | народная             | 4:07         |
| 2.  | «Lulajże Jezuniu»             | народные                         | народная             | 5:39         |
| 3.  | «Mędrcy świata»               | Стефан Борткевич                 | Зигмунт Одельгевич   | 3:47         |
| 4.  | «Przybieżeli do Betlejem»     | народные                         | народная             | 4:37         |
| 5.  | «Przystąpmy do szopy»         | народные                         | народная             | 4:25         |
| 6.  | «Paśli pasterze woły»         | народные                         | народная             | 4:13         |
| 7.  | «Cicha noc»                   | Пётр Машиньский (польский текст) | Франц Ксавьер Грубер | 4:54         |
| 8.  | «Tryumfy»                     | народные                         | народная             | 4:42         |
| 9.  | «Pójdźmy wszyscy do stajenki» | народные                         | народная             | 4:19         |
| 10. | «Z narodzenia Pana»           | народные                         | народная             | 5:25         |
| 11. | «Ej malućki»                  | народные                         | народная             | 4:50         |
| 12. | «Przy hornéj dolinié»         | народные                         | народная             | 1:59         |
| 13. | «Ej, a wcora z wiecora»       | народные                         | народная             | 2:59         |

| №   | Название                                                                       | Текст песни       | Музыка            | Длительность |
| --- | ------------------------------------------------------------------------------ | ----------------- | ----------------- | ------------ |
| 14. | «Kto nas woła»                                                                 | Эльжбета Курыло   | Анджей Зарыцкий   |              |
| 15. | «Będzie kolęda» (piosenka zespołu Skaldowie)                                   | Войцех Млынарский | Анджей Зелиньский |              |
| 16. | «Lulejże mi, lulej» (piosenka oryginalnie wykonana przez Ewę Bem w filmie Miś) | Станислав Тым     | Ежи Дерфель       |              |
| 17. | «Zycénià»                                                                      | народные          | народная          | 1:19         |

## Участники записи
В записи принимали участие:
Zakopower
- Себастьян Карпель-Булецка[пол.] — вокал, скрипка, подгальская волынка, словацкая фуяра;
- Бартек (Бартоломей) Кудасик — вокал, альт;
- Войцех Топа — вокал, скрипка;
- Юзеф Хыц — вокал, подгальские басы;
- Пётр Рыхлец — клавишные инструменты;
- Лукаш Москаль — вокал, перкуссия;
- Томек Кравчик — электрогитара;
- Михал Тромбский — бас-гитара.

а также
- Матеуш Поспешальский[пол.] — продюсирование, альт-саксофон, баритон-саксофон, сопрано-саксофон, кларнет, флейта, санца;
- Ян Карпель-Булецка — вокал, скрипка;
- Марек Поспешальский — тенор-саксофон, сопрано-саксофон, бас-кларнет;
- Антоний Граляк[пол.] — труба, тенор-саксофон;
- Томас Санчес — перкуссия;
- Богуслава Кудасик — вокал, бэк-вокал;
- Катажина Стасяк[пол.] — бэк-вокал;
- Александра Табишевская — бэк-вокал.